# Collinias leechi
Collinias leechi är en tvåvingeart som först beskrevs av Hardy 1972.  Collinias leechi ingår i släktet Collinias och familjen ögonflugor.
Artens utbredningsområde är Laos. Inga underarter finns listade i Catalogue of Life.